# Viktor Koezkin
Viktor Grigorjevitsj Koezkin (Russisch: Виктор Григорьевич Кузькин) (Moskou, 6 juli 1940 - Sotsji, 24 juni 2008) was een Sovjet-Russisch ijshockeyer. 
Koezkin maakte in 176 interlands voor de IJshockeyploeg van de Sovjet-Unie 19 doelpunten.
Koezkin won tijdens de Olympische Winterspelen 1964, Olympische Winterspelen 1968 en Olympische Winterspelen 1972 de gouden medaille, de eerste twee olympische waren tevens wereldtitels.
Koezkin werd tussen 1963 en 1971 achtmaal de wereldkampioen.
Koezin werd met HC CSKA Moskou in totaal dertienmaal landskampioen van de Sovjet-Unie.